# Teorema de la convergència de Lévy
En teoria de la probabilitat, el teorema de la convergència de Lévy relaciona la convergència en distribució d'una seqüència de variables aleatòries amb la convergència puntual de les seves funcions característiques. Duu el nom del matemàtic francès Paul Lévy. Aquest teorema és la base del plantejament que permet demostrar el teorema del límit central i és un dels principals teoremes sobre funcions característiques.

## Enunciat
Suposi's que hi ha
- una seqüència de variables aleatòries {\textstyle \{X_{n}\}_{n=1}^{\infty }}, que no necessàriament comparteixen el mateix espai de probabilitat,
- la seqüència de funcions característiques corresponents {\textstyle \{\varphi _{n}\}_{n=1}^{\infty }}, que per definició són

{\displaystyle \varphi _{n}(t)=\operatorname {E} \left[e^{itX_{n}}\right]\quad \forall t\in \mathbb {R} ,\ \forall n\in \mathbb {N} ,}
on {\displaystyle \operatorname {E} } és l'operador de l'esperança.
Si la sèrie de funcions característiques convergeix puntualment a una funció {\displaystyle \varphi }
{\displaystyle \varphi _{n}(t)\to \varphi (t)\quad \forall t\in \mathbb {R} ,}
llavors les següents afirmacions són equivalents:
- {\displaystyle X_{n}} convergeix en distribució a certa variable aleatòria X

{\displaystyle X_{n}\ {\xrightarrow {\mathcal {D}}}\ X,}
és a dir, la funció de distribució acumulada (cdf) que correspon a les variables aleatòries convergeix en tot punt de continuïtat de la c.d.f. of X;
- {\textstyle \{X_{n}\}_{n=1}^{\infty }} és tens:

{\displaystyle \lim _{x\to \infty }\left(\sup _{n}\operatorname {P} {\big [}\,|X_{n}|>x\,{\big ]}\right)=0;}
- {\displaystyle \varphi (t)} és una funció característica d'una variable aleatòria X;
- {\displaystyle \varphi (t)} és una funció contínua en t;
- {\displaystyle \varphi (t)} és contínua per a t = 0.

## Demostració
Hi ha diverses demostracions del teorema disponibles.